# Goodlands (Mauritius)
Koordinaten: 20° 2′ S, 57° 39′ O
Goodlands ist eine Ortschaft („Village“) im Norden von Mauritius. Sie ist Teil des Distrikts Rivière du Rempart und gehört administrativ zur Village Council Area (VCA) Goodlands. Bei der Volkszählung 2011 hatte der Ort 20.712 Einwohner. Zum Ort gehört auch der Ortsteil Saint Antoine.
In den 1830er Jahren gründete James Edward Arbuthenot eine Zuckerfabrik in Goodlands. Im Laufe der Zeit entstanden weitere Fabriken. Diese wurden im Rahmen der Zentralisierung der Zuckerproduktion in der zweiten Hälfte des 20. Jahrhunderts Schritt für Schritt geschlossen. 1994 beendete die letzte Zuckerfabrik (Saint Antoine) ihren Betrieb. 1982 hatte der Ort 12.592 Einwohner, in den Folgejahren stieg die Einwohnerzahl stark an und Goodlands wurde die nach Triolet einwohnerstärkste Ortschaft im Norden der Insel.
In Goodlands besteht die katholische Pfarrkirche Marie Reine (1846 geweiht). Zur Pfarrei gehört noch die Kirche Sainte-Claire in Goodlands und Marie-Reine in Poudre d’Or. Daneben besteht in Goodlands die Eglise Chrétienne de Goodlands, die Moschee Masjid-E-Noor und die Hindutempel Siva Soopramaniar Kovil und Kali Maiya.
Vor Ort befindet sich eine staatliche Schule, die Doorgachurn Hurry Government School.
An der Umgehungsstraße befindet sich das Belmont Shopping Centre. 1982 öffnete die Modellschifffabrik Historique Marine.
Die Bundesrepublik Deutschland verfügt über keine eigene Botschaft auf Mauritius. Die Aufgabe wird durch den Botschafter in Madagaskar mit übernommen. In Goodlands hat ein deutscher Honorarkonsul als dessen Außenstelle seinen Sitz.